# ケンタウルス座X-3
ケンタウルス座X-3（ケンタウルスざX-3、Centaurus X-3、Cen X-3）或いはケンタウルス座V779星は、ケンタウルス座にあるX線パルサーである。ケンタウルス座で3番目に発見されたX線源で、史上初めて発見されたX線パルサーでもある。この星系は、中性子星とO型超巨星からなる連星系で、超巨星から中性子星へと物質が降着し、X線を放射している。

## 歴史

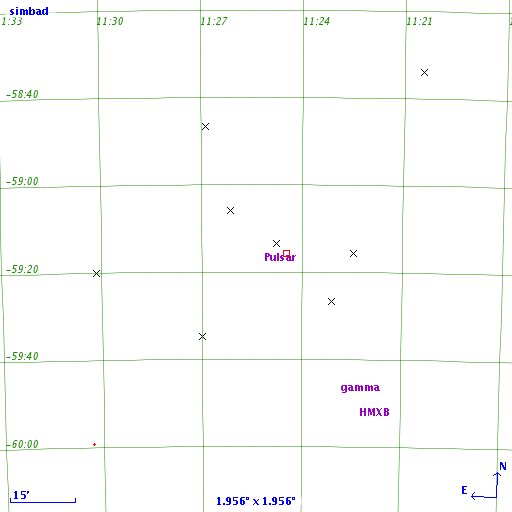
ケンタウルス座X-3周辺のX線・ガンマ線源。

ケンタウルス座X-3は、1967年5月18日に行われた、ロケットに搭載したX線計測器による、宇宙から飛来するX線の観測中に、発見された。1971年、X線観測衛星ウフルによって詳しい観測が行われ、4.87秒の周期でX線の信号が脈を打っていることが明らかとなり、X線パルサーであることが確認された。この観測で、パルスの周期が0.02%から0.04%変化していることも明らかとなり、ウフルで更なる観測行った結果、パルス周期は4.84秒を中心に、周期2.09日の正弦曲線に従って変動していることがわかった。このパルス周期の周期的な変化は、天体の公転運動に伴うドップラー効果によるものと考えられ、ケンタウルス座X-3は連星系であることが示された。
ウフルのデータを詳しく調べ、X線パルスの振動周期に加え、連星系の軌道要素もある程度までわかり、可視光でこの天体に該当する光源が探されるようになったが、その光源はなかなかみつからなかった。その理由の一つは、ケンタウルス座X-3が銀河面付近、りゅうこつ腕の方向に位置し、X線源の近傍に大量の淡い恒星が分布する中から同定しなければならなかったからである。1974年、それらの中から、ケンタウルス座X-3のX線での観測結果と周期、位相ともに一致する0.1等級程度の変光を起こす恒星がみつかり、漸くケンタウルス座X-3に対応する可視光源が同定された。この可視光で観測された星は、それを発見したポーランド人天文学者Wojtek Krzemińskiにちなんで、Krzemiński星とも呼ばれるようになった。

## 星系
ケンタウルス座X-3は、太陽からおよそ1万9,000光年離れた位置にあるとみられる。可視光での観測から、ケンタウルス座X-3は強い星間赤化を受けていることがわかり、その減光量から距離は2万6,000光年とされていたが、基になった可視光成分のスペクトル型が後に修正されており、X線の塵による散乱から距離を求め、より近い距離になった。ケンタウルス座X-3は、ウフルによって観測された時から、X線で食を起こす食連星でもあることがわかっており、パルス周期の変調と同じ周期で食を起こしている。可視光でみえる恒星は早期型の超巨星、X線源となっているのは高速で自転し強い磁場を持つ中性子星である。

### 主星
X線は、伴星である青色超巨星の大気から、主星の中性子星へ物質が降着する際に解放される重力エネルギーをエネルギー源として放射される。伴星から中性子星へ流れ込むガスは、中性子星の周囲に降着円盤を形成しているとみられ、回転しながら徐々に中性子星へ落下し、エネルギーを解放する。中性子星の強い磁場は、落ち込むガスの通り道を磁極方向に制限し、降着流と中性子星表面との衝突で局所的に高温領域が形成され、それがX線源になると考えられる。
X線は、2.1日毎に伴星に掩蔽される食を起こし、食は公転周期の1/4（半日）程度の間続く。また、放射されるX線の強度が高い状態と低い状態とがあり、決まった周期を持たずに2つの状態の間を行き来することもわかっていて、X線強度が低い状態では食が緩やかになるので、中性子星よりも広がった構造からX線が放射されているとみられる。また、X線強度の高い状態の中でも、X線スペクトルの異なる状態が2通り存在し、中性子星への物質が降着するのにも2種類の状態があるものとみられる。
ケンタウルス座X-3のパルス周期は、長い周期で上下しながら全体としては短くなる、つまり中性子星の自転周期が加速する傾向にあり、1年当たり1.14ミリ秒の割合でパルス周期が短くなってきている。このような自転の加速現象を起こす原因としては、降着物質が回転しながら中性子星へと降着することで、降着物質が持つ角運動量が中性子星に与えられる、ということが考えられる。

### 伴星
伴星は、主系列段階よりも進化した高温の恒星で、質量が太陽の20倍程度、半径は太陽の12倍程度、スペクトル型はO6-7 II-IIIとされる。
可視光でのケンタウルス座X-3の光度曲線は、極小が一定しない二重波形の曲線となっており、潮汐力によるひずみや重力減光の影響を受けた楕円体状変光星の特徴を示している。伴星は、ほぼロッシュ・ローブを満たしており、ロッシュ・ローブからあふれだした物質が中性子星へと降着する。また、高温であるために恒星風も強力で、中性子星へ降着する物質の供給に一役買っている他、散乱や再放射などでX線輝線の一部を生成する原因となっている。